# Densità di frequenza
La densità di frequenza costituisce una misura del numero di unità statistiche che presentano modalità di un certo carattere incluse all'interno di una determinata classe in relazione all'ampiezza di tale classe. La frequenza del carattere all'interno di una classe è influenzata dall'ampiezza della medesima classe per cui la densità di frequenza tende ad ovviare a questo inconveniente fornendo un'informazione sulla distribuzione del carattere depurata da tale influenza.

## Definizione
Sia {\displaystyle (Ci-1,Ci)} la generica classe di una distribuzione di frequenze con modalità raggruppate in classi. Si definisce densità di frequenza della classe il rapporto:
densità = frequenza / ampiezza della classe. 
Si possono distinguere due tipologie di densità, a seconda che il calcolo venga fatto utilizzando al numeratore, le frequenza assoluta o frequenza relative 
- Se al numeratore utilizziamo la frequenza assoluta, otteniamo la densità assoluta.
- Se al numeratore utilizziamo la frequenza a relativa, otteniamo la densità relativa.